# 卡西基亚雷河
卡西基亚雷河（Casiquiare）也称卡西基亚雷运河，是委内瑞拉奥里诺科河上游的一条分流，流向西南方注入亚马逊河支流内格罗河。是连接奥里诺科河流域与亚马逊河流域之间的天然航道。